# Pseudodipsas helena
Pseudodipsas helena är en fjärilsart som beskrevs av Pieter Cornelius Tobias Snellen 1887. Pseudodipsas helena ingår i släktet Pseudodipsas och familjen juvelvingar. Inga underarter finns listade i Catalogue of Life.